# دریاچه واراوارا (کوچاباما)
دریاچه واراوارا (به اسپانیایی: Warawara Lake) یک دریاچه در بولیوی است که در Bolivia واقع شده‌است.